# Pollham
Pollham est une commune autrichienne du district de Grieskirchen en Haute-Autriche.